# (7949) 1992 SU
(7949) 1992 SU là một tiểu hành tinh vành đai chính có đường kính khoảng 18,45 kilômét (11,46 mi). Nó được phát hiện bởi Eleanor F. Helin ở Đài thiên văn Palomar ở Quận San Diego, California, ngày 23 tháng 9 năm 1992.